# 北白川宮能久親王
北白川宮能久親王（きたしらかわのみや よしひさしんのう、1847年4月1日〈弘化4年2月16日〉- 1895年〈明治28年〉10月28日）は、日本の皇族。北白川宮第2代当主。陸軍軍人。幼名は満宮（みつのみや）。最後の輪王寺宮（りんのうじのみや）として知られる。伏見宮邦家親王の第9王子。生母は堀内信子。幕末に活躍した山階宮晃親王と久邇宮朝彦親王の弟で、仁孝天皇の猶子にもなっているため、孝明天皇の義弟、明治天皇の義理の叔父に当たる。また、弟で義父に当たる北白川宮智成親王が孝明天皇の猶子に当たるため、明治天皇の義理の甥でもある。

## 略歴

### 幕末
嘉永元年（1848年）8月3日、1歳で青蓮院宮の附弟となり亡き仁孝天皇の猶子とされ、嘉永5年（1852年）に梶井門跡の附弟となる。安政5年（1858年）10月22日に親王宣下を受け能久の諱を与えられ、翌月の11月23日には輪王寺宮慈性入道親王（有栖川宮幟仁親王の弟）の附弟となり、兄の青蓮院宮尊融入道親王（後の久邇宮朝彦親王）を戒師として得度し、公現（こうげん）の法諱を称する。
慶応3年（1867年）5月、江戸に下って上野の寛永寺に入り、同月の慈性入道親王の隠退に伴って、寛永寺貫主・日光輪王寺門跡を継承した。院号は「鎮護王院宮」、歴代門主と同じく「輪王寺宮」と通称された。慈性入道親王は天台座主であったが、座主職は梶井門跡の昌仁入道親王が再継承している。
慶応4年（明治元年、1868年）1月に戊辰戦争が始まり鳥羽・伏見の戦いの後、輪王寺宮は前将軍徳川慶喜の依頼を受けて輪王寺宮執当の覚王院義観ら側近とともに2月21日に江戸を出発し、3月7日に東征大総督・有栖川宮熾仁親王を駿府城に訪ね、新政府に慶喜の助命と東征中止の嘆願を行った。しかし、助命については条件を示されたものの東征中止は一蹴されたため6日後の13日に寛永寺へ戻った。
父や熾仁親王からは京都へ帰還を勧められるも拒絶した。彰義隊が寛永寺に立て篭もった後の5月4日には熾仁親王が江戸城に招いているが、この使いには病であると称して会わなかった。5月15日に上野戦争が発生したが、彰義隊の敗北により寛永寺を脱出、25日に羽田沖に停泊していた榎本武揚率いる幕府海軍の手引きで長鯨丸へ乗り込み東北に逃避、平潟に到着した。東北では覚王院義観ら側近とともに会津、米沢を経て仙台藩に身を寄せ、7月12日に白石城へ入り奥羽越列藩同盟の盟主に擁立された。輪王寺宮自身も「会稽の恥辱を雪ぎ、速に仏敵朝敵退治せんと欲す」と述べるなど、新政府軍に対して強い反感を持っていた。奥羽越列藩同盟側は輪王寺宮に対し、軍事的要素も含む同盟の総裁への就任を要請した。しかし輪王寺宮は「君側の奸」を除くことには同意し、政治面での盟主にはなるが、出家の身であるために軍事面では指導できないとした。結局6月16日に盟主のみの就任に決着、7月12日には白石城に入り列藩会議に出席した。以後降伏まで白石城と天台宗仙岳院を行き来していた。

### 「東武天皇」説
輪王寺宮が戊辰戦争中の慶応4年に彰義隊に擁立された頃、または奥羽越列藩同盟に迎えられた頃、東武皇帝あるいは東武天皇として皇位に推戴されたという説がある。
上野戦争の頃から輪王寺宮が天皇として擁立されるという噂は流れており、輪王寺宮の江戸脱出に手を貸した榎本武揚も「南北朝の昔の如き事を御勤め申す者が有之候とも御同意遊ばすな」と忠告している。
法学者であり、歴史関係の著書もある瀧川政次郎 はこの際輪王寺宮が同盟の「天皇」として推戴された可能性があると指摘し、その後、武者小路穣、鎌田永吉 と続いた。また遠藤進之助、亀掛川博正らも追随している。藤井徳行はこの説をさらにすすめ、当時の日本をアメリカ公使は本国に対して、「今、日本には二人の帝（ミカド）がいる。現在、北方政権のほうが優勢である。」と伝えており、新聞にも同様の記事が掲載されている ことや、この「朝廷」が「東武皇帝」を擁立し、元号を「大政」と改め、政府の布陣を定めた名簿が史料として残っている。「菊池容斎史料」「蜂須賀家史料」 「日光屋史料・鶴ヶ島」 「旧仙台藩士資料」がそれであり、 これらを藤井徳行は「東北朝廷閣僚名簿」と表現している。藤井はこれらを踏まえ、「東北朝廷」の存在はほぼ確定的になったと主張した。このほか星亮一、小田部雄次なども東北朝廷説を支持している。
雑誌「新潮」の昭和25年10月号に瀧川政次郎が「知らざる天皇」という論考を載せており、能久親王は、彰義隊隊長天野八郎に薩長討伐の令旨を出し、さらに彰義隊は日光山に隠されていた錦の御旗を掲げていたといい、瀧川は子供の時に上野の山に錦旗がひらめく錦絵を見たという。
独自元号としての「大政」は蜂須賀家資料と郷右近馨氏資料には即位は六月十五日（8月3日）とある部分でこの時すでに「大政」と改元されているかのように読めるが、菊池容斎資料では六月十六日に「大政」と改元したとある。還俗後の諱（俗名）は「陸運（むつとき）」としたという。また覚王院義観の日記には、輪王寺宮を天皇に擬するような表現が度々使われており、藤井徳行など東北朝廷説論者が根拠とすることもあるが、藤井自身も認めるように、義観の日記には「宮御方」など親王に対する用語が併用されていた。
一方で石井孝、佐々木克、工藤威は現実性をもたない、構想のみのものであったと批判している。輪王寺宮は列藩会議出席に先立つ7月5日には「今上皇帝 玉体清寧」を祈る祈禱も行っており、7月9日に秋田藩、7月10日には仙台藩に対し「幼君」のため、「久壊凶悪」な「薩賊」を除くとした「輪王寺宮令旨」を下している。さらに7月10日には動座について説明し、「薩賊」を除くために輪王寺宮が決起したという布告文が公議府から出されている。この布告文には目的を達成したあと輪王寺宮が東叡山（寛永寺）に戻るとされた上、「南北朝ノ故事ヲ附会シテ、宮様ノ御神意ヲ弁ヘス、誣罔ノ説ナサンコトヲ恐ル」と説明されている。石井孝はこの布告文から東北朝廷の存在は成り立たないとしている。工藤威は即位や改元が実際には行われておらず、還俗した様子も見られないと指摘している。また東北朝廷の存在を示す「東北朝廷閣僚名簿」の諸史料は、作成された経緯が不明確であると指摘されている。

### 明治時代

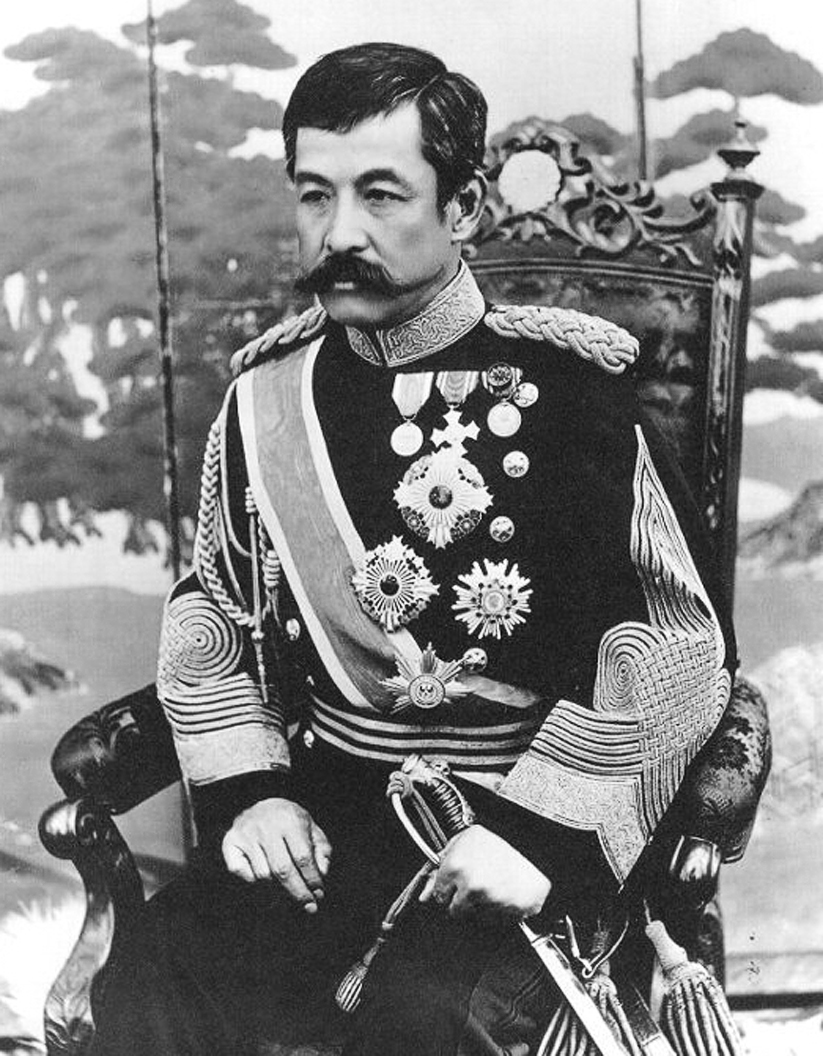
北白川宮能久親王（1890年頃）

9月15日、仙台藩は新政府軍に降伏し、公現入道親王も仙台藩からの連絡を受け取り18日に降伏文を奥羽追討平潟口総督四条隆謌へ提出、10月12日には仙岳院を出発して途中の江戸で官軍に護送され、11月19日に京都に到着、そこで蟄居を申し付けられ実家の伏見宮家へ預けられた。更に仁孝天皇猶子と親王の身分を解かれる処分も受けた。
明治2年（1869年）9月4日に処分を解かれ、伏見宮に復帰し終身禄三百石を賜った。この頃は幼名の伏見満宮（ふしみ みつのみや）で呼ばれた。明治3年（1870年）10月10日に熾仁親王との同居を命じられ、閏10月28日には太政官に対してイギリスへの海外留学を願い出ている。11月4日には宮号を称することが認められ、能久の諱に戻った。12月にプロイセン（後のドイツ帝国）留学に出発した。留学中の明治5年（1872年）3月、早世した弟の北白川宮智成親王の遺言により北白川宮家を相続した。
ドイツではドイツ語を習得、ドイツ軍で訓練を受けた後にプロイセン陸軍大学校で軍事を学習した。明治7年（1874年）9月25日には陸軍少佐に任官している。ところが明治9年（1876年）12月にドイツの貴族の未亡人ベルタ（ブレドウ・ヴァーゲニッツ男爵の娘、テッタウ男爵の寡婦）と婚約、翌明治10年（1877年）4月に明治政府に対し結婚の許可を申し出るが、政府は難色を示し帰国を命じる。帰国直前に能久親王は自らの婚約をドイツの新聞等に発表したため問題となったが、結局7月2日にインド洋経由で日本に帰国し、岩倉具視らの説得で婚約を破棄、7月26日から京都でまた謹慎することになる。
3ヶ月後に謹慎解除された後は陸軍で職務に励み、明治11年（1878年）8月26日に仁孝天皇の猶子であることと、親王位に復帰、明治17年（1884年）に陸軍少将、さらに明治25年（1892年）に中将に昇進し、第6師団長長となる、。また、獨逸学協会の初代総裁となり、後に獨逸学協会学校設立に尽力した。同年4月、創設された大日本農会の初代総裁となった。1890年（明治23年）2月、貴族院皇族議員に就任。
1891年（明治24年）に大津事件が発生すると明治天皇の命を受け名代としてその日のうちに京都に向かって事件の対応に務めた。

### 台湾出征と陣没

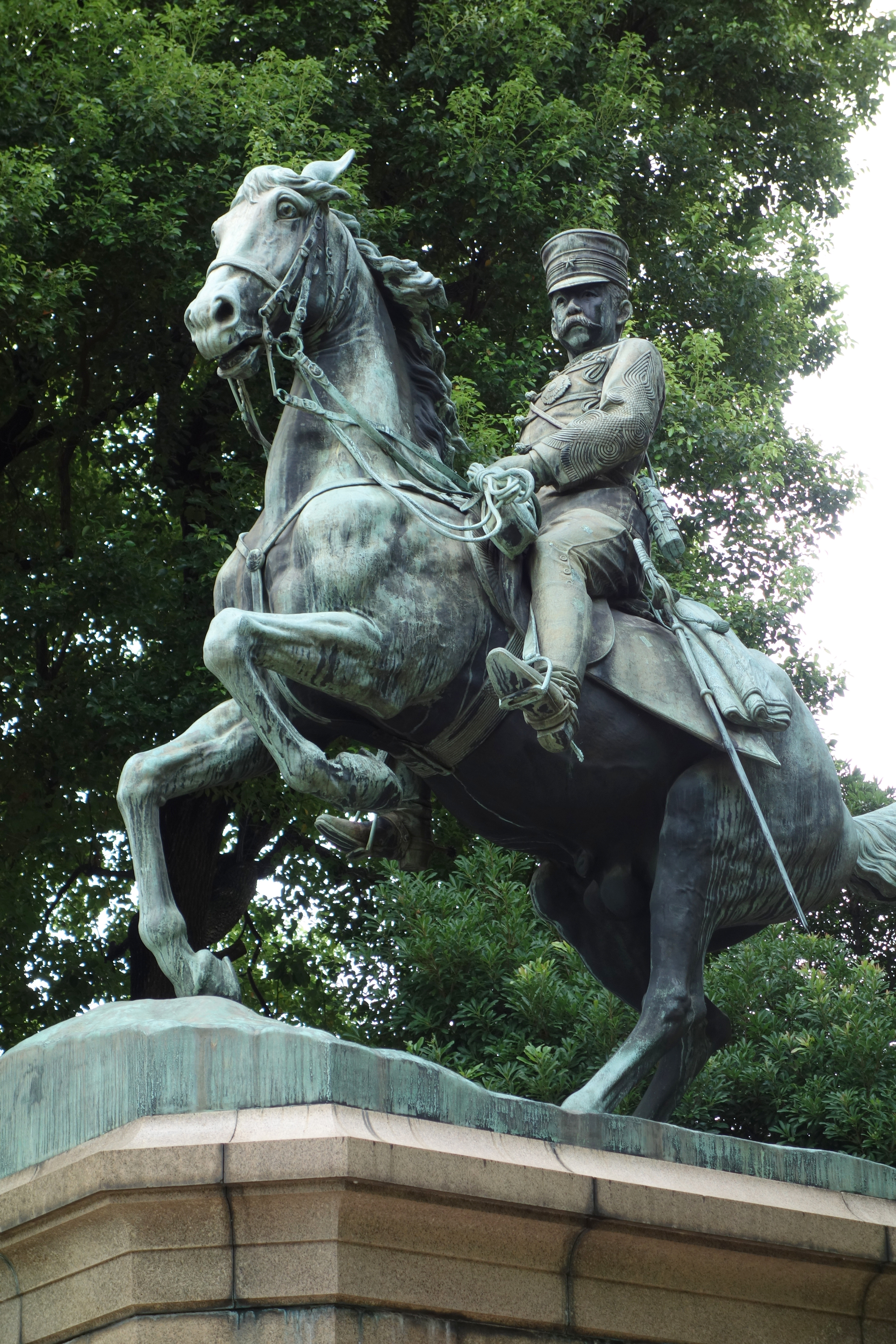
北の丸公園内にある北白川宮能久親王像。新海竹太郎が製作し1903年建立。

明治26年（1893年）11月10日に第4師団長となる。明治28年（1895年）、日清戦争によって日本に割譲された台湾征討近衛師団長として出征。ところが現地でマラリアに罹り、10月28日、台湾全土平定直前に台南にて薨去。遺体は安平から西京丸で本土に運ばれた。この際、表向きには「（能久親王は）御病気ニテ御帰京遊バサル」ということになっていた。日本到着後、陸軍大将に昇進が発表された後に、薨去が告示された。国葬に付され、豊島岡墓地に葬られた。
皇族としては初めての外地における殉職者となったため、国葬時より神社奉斎の世論が沸き起こり、台北に台湾神宮（台湾神社）、終焉の地には台南神社が創建された。また通霄神社をはじめとする台湾各地に創建された神社のほとんどで主祭神とされたが、敗戦後にこれら能久親王を祀った60の神社はすべて廃社となったため、現在は靖国神社にて祀られている（戦後の昭和32年（1957年）10月4日に、筑波藤麿宮司（当時）の指揮により合祀される。昭和34年（1959年）に孫の北白川宮永久王も合祀）。
親王家の庶子として生まれ、幼くして都を遠く離れた江戸の地で僧侶として過ごし、一時は「朝敵」の盟主となって奥州の地を転々とし、後には陸軍軍人として台湾平定に出立するも同地で不運の病死を遂げた、この流転多い人生は古代の英雄日本武尊の人生に例えられた。

## エピソード

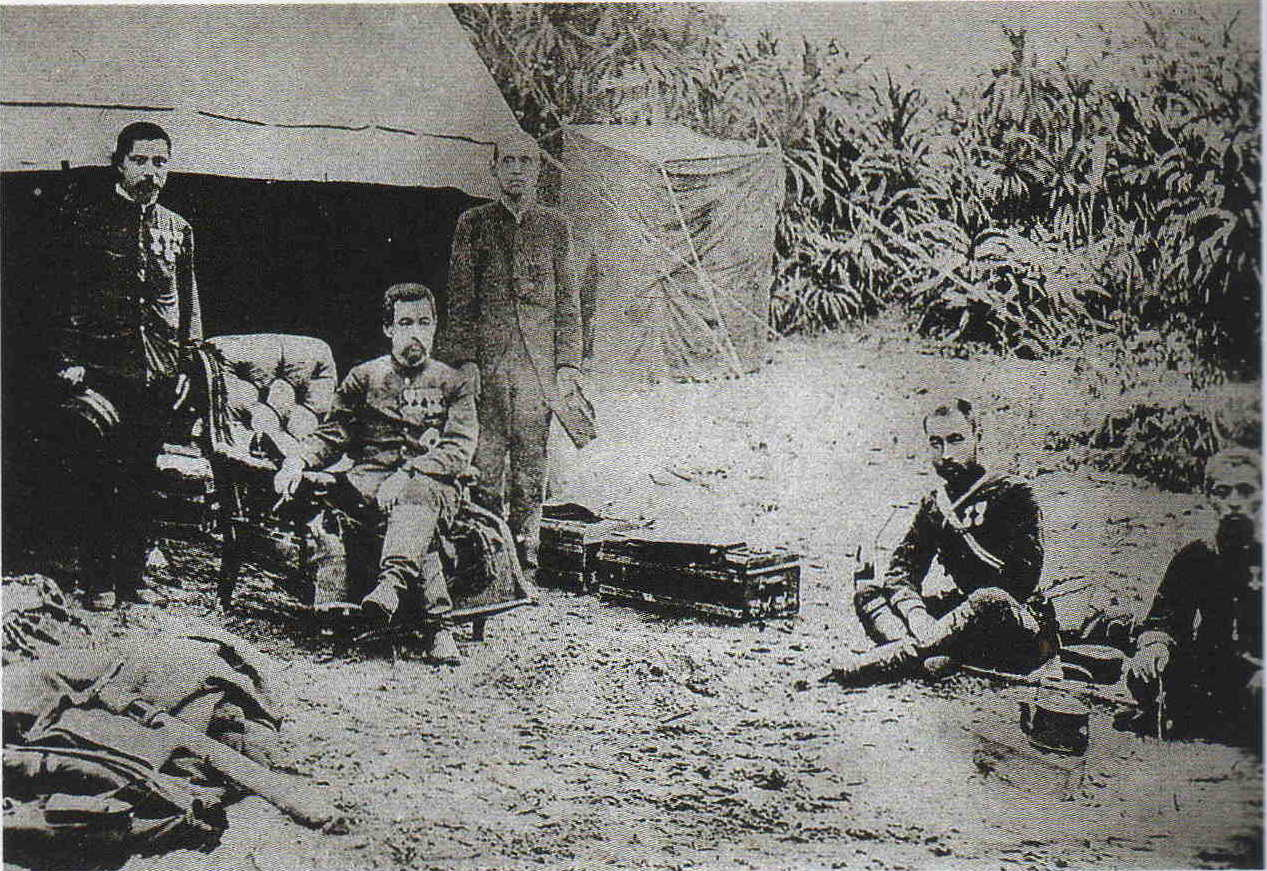
澳底で露営する近衛師団長の北白川宮能久親王一行。この写真をもとに描かれた「台湾御露営の図」と題する絵画が、靖国神社の遊就館に能久親王に関する展示物とともに展示されている。

明治26年6月19日より第6師団長として大和艦で沖縄県各島を視察。民情をよく下問して、玉城村での宴席では県民の常食たるサツマイモを用意させ食事とした。
台湾でチフスに罹ったが、幕僚の帰国療養の勧めを断り、40度の熱と戦いながら台南の決戦場に進み、薨去。宮を祀った台湾神社は台北郊外の丘にあり、日本統治時代末期まで参詣者が絶えなかった。

## 栄典・授章・授賞
勲章等
| 受章年                     | 略綬 | 勲章名                   | 備考         |
| -------------------------- | ---- | ------------------------ | ------------ |
| 1886年（明治19年）12月29日 |      | 大勲位菊花大綬章         |              |
| 1889年（明治22年）11月29日 |      | 大日本帝国憲法発布記念章 |              |
| 1890年（明治23年）5月22日  |      | 日本赤十字社名誉社員章   |              |
| 1895年（明治28年）11月1日  |      | 菊花章頸飾               | （没後叙勲） |
| 1895年（明治28年）11月1日  |      | 功三級金鵄勲章           | （没後叙勲） |

外国勲章佩用允許
| 受章年                    | 国籍                                 | 略綬 | 勲章名                         | 備考 |
| ------------------------- | ------------------------------------ | ---- | ------------------------------ | ---- |
| 1885年（明治18年）2月10日 | メクレンブルク＝シュヴェリーン大公国 |      | グライヘン勲章グロースクロイツ |      |
| 1889年（明治22年）12月2日 | ドイツ帝国                           |      | 赤鷲大綬章                     |      |

## 血縁
能久親王は、1877年にベルリンでドイツ貴族のベルタ・フォン・テッタゥ（Bertha von Tettau）男爵夫人と結婚したが日本で認められず、明治11年（1878年）に旧土佐藩15代藩主山内容堂の長女・光子と結婚した。7年後光子妃の病気を理由に離婚、その翌年に伯爵伊達宗徳の次女・富子をいったん公爵島津久光の養女とした上で後室に迎えている。この富子妃との間に儲けた第三王子の成久王が北白川宮を継承した。親王はこのほかにも家女房や外妾など計5名の側室に都合10人の庶子を産ませており、そのうちの8人が成人している。第四王子の輝久王は臣籍降下して侯爵小松輝久となった。親王の薨去後にその後胤と認定された五男の芳之と六男の正雄もそれ以後は北白川宮家に引き取られ他の庶子と同様に養育されたが、この両名は皇族の王としてではなく当初から華族の伯爵として処遇されている。
- 父：伏見宮邦家親王
- 嫡母：邦家親王妃 景子
- 生母：家女房 堀内信子
- 先室：能久親王妃 光子 → 離婚
- 後室：能久親王妃 富子
  - 第三王子：北白川宮成久王（1887–1923）- 北白川宮継嗣
- 側室：家女房 申橋幸子
  - 第一王子：竹田宮恒久王（1882–1919）- 竹田宮家を創設、明治天皇第六皇女昌子内親王と結婚
  - 第一王女：満子女王（みつこ、1885–1975）→ 伯爵甘露寺受長室
  - 第三王女：武子女王（たけこ、1890–1977）→ 子爵保科正昭室、のち香淳皇后の女官長
  - 第四王女：信子女王（ことこ、1891–92）- 夭折
- 側室：家女房 岩浪稲子 - 日本橋の薬問屋の娘
  - 第二王子：延久王（のぶひさ、1885–86）- 夭折
  - 第二王女：貞子女王（さだこ、1887–1964）→ 伯爵有馬頼寧室
  - 第四王子：輝久王（1888–1970）→ 侯爵小松輝久
- 側室：家女房 浮山幾牟
  - 第五王女：拡子女王（ひろこ、1895–1990）→ 伯爵二荒芳徳室
- 側室：外妾 申橋カネ
  - 第五男子：芳之（1889–1909）→ 伯爵二荒芳之
- 側室：外妾 前波栄
  - 第六男子：正雄（1890–1965）→ 伯爵上野正雄

第四王子の輝久王は伯父の小松宮彰仁親王が幼少の頃より我が子同然に可愛がっており、親王たっての願いにより小松宮の祭祀の継承と財産の相続が認められた。これにより明治43年（1910年）に輝久王が臣籍降下した際には異例の侯爵に叙すとともに新たに「小松」の家名が下賜された。 → 詳細は「小松宮彰仁親王」項を参照。

## 落胤
能久親王の不慮の薨去後、その外妾だった申橋カネと前波栄がそれぞれ所生の芳之と正雄が親王の後胤だと名乗り出てきた。そこで宮内省が入念な調査を行ったところ、果たして両名とも確かに親王の五男と六男であり、親王も生前その事実を把握していたことが判明した。しかし親王はすでに鬼籍にあり、この両名を認知する旨を記した遺言書もなかったことから、彼らを法的には親王の子として認知することはできず、したがって皇族の一員として王となすこともできなかった。一般の臣民であれば父親の死後でもその子が原告として検察官を相手取るかたちで強制認知の形成を提起する民事訴訟に持ち込むこともできたが、皇室典範にはこうした事態を想定した条文はなく対応する手段を欠いたのである。それでも北白川宮家では他の庶子と同様に富子妃がこの両名を引き取って養育することにした。そこで平民の子供が宮家の一員として生活するという不都合を回避するため、翌明治30年（1897年）明治天皇は優諚によりまだ満8歳と満7歳のこの両名を特に華族に列して伯爵に叙すとともに、それぞれに新たに「二荒」と「上野」の家名を下賜した。当時は皇族の内規により、原則として宮家に生まれた王は、その宮家の継嗣となるか、あるいは皇女と結婚することで天皇の婿として新たに一宮家を創始することができない限り、成人に達した後に臣籍降下し華族に列して一家を起こすことになっていたが、この両名も王に準じるということで実質的にこの内規を前倒しにして適用したものと考えることができる。
なお二荒芳之は病弱で子をなさぬまま満21歳で卒去したが、生前からのたっての願いを容れてその跡目には芳之の異母妹である拡子女王を富子妃の実弟にあたる伊達宗徳の九男・芳徳にめあわせ、このふたりを夫婦養子に迎えるかたちで二荒伯爵家を継がせているが、そこには芳之が幼い頃の自身を受け入れてくれた北白川宮家や嫡母として親身に子育てをしてくれた富子妃に対して最期までたいへん気を遣っていた様子が見て取れる。

## 北白川宮能久親王を題材とした作品
- 森鷗外『能久親王事蹟』東京偕行社内棠陰会、1908年。
- 長尾宇迦『戊辰秘策 小説・輪王寺宮公現』新人物往来社、1998年。ISBN 4-404-02662-5。
- 吉村昭『彰義隊』
  - 朝日新聞社、2005年。ISBN 4-02-250073-5。
  - 新潮文庫、2008年。ISBN 978-4-10-111750-8。
- 穂高健一『紅紫の館』未知谷 、2020年12月。ISBN 978-4896426281。